# 山阳郡 (东晋)
山陽郡，東晉設立的僑郡，寄居廣陵郡射陽縣境，治所在山陽（今江蘇省淮安市楚州區）。
晉安帝義熙九年（413年）土斷，分射陽縣境為實土，設山陽、鹽城、東城、左鄉4縣。劉宋元嘉八年（430年）設南兗州，山陽郡作為該州領郡。南齊因之。
蕭梁時，移屬北兗州。太清三年（548年），北兗州刺史蕭弄璋降東魏，該郡沒於東魏。
隋朝開皇三年（583年），廢除山陽郡。